# Kulturpreis Schlesien des Landes Niedersachsen
Der Kulturpreis Schlesien des Landes Niedersachsen ist eine seit 1977 von der Niedersächsischen Landesregierung vergebene Auszeichnung. Sie wurde als Zeichen der Verbundenheit des Landes Niedersachsen mit den in der Bundesrepublik Deutschland lebenden Schlesiern gestiftet, da dieser Personenkreis nach dem Zweiten Weltkrieg insbesondere auch in Niedersachsen eine neue Heimat gefunden und zum Wiederaufbau des Landes beigetragen hatte.
Mit dem Preis wurden anfangs nur aus Schlesien stammende vertriebene Künstler aus den Bereichen Literatur, Bildende Kunst und Musik ausgezeichnet. Neben diesem so genannten Hauptpreis wurde von 1977 bis 1985 auch ein Förderpreis und von 1986 bis 1992 ein Stipendium vergeben. Seit 1991 gehören auch in Schlesien lebende polnische Künstler zu den Ausgezeichneten. Außerdem wurde der Kreis der Preisträger um Personen, die sich um die Erhaltung, Weiterentwicklung und Verbreitung des schlesischen Kulturgutes verdient gemacht haben, erweitert.
Der von einer Jury unter Leitung des Niedersächsischen Ministers für Inneres und Sport vergebene Preis besteht derzeit aus zwei gleichwertigen Teilen, die mit je umgerechnet 4000 Euro dotiert sind und je an einen Deutschen und einen Polen vergeben werden. Seit 1981 wird darüber hinaus ein Sonderpreis, ebenfalls verbunden mit einer Prämie von umgerechnet 4000 Euro, als Beitrag zu Völkerverständigung, Aussöhnung und Frieden vergeben.
Die Preisverleihung findet abwechselnd in Niedersachsen und Schlesien statt (im September 2022 in Oldenburg).

## Preisträger des Hauptpreises
- 1977: Hans Lipinsky-Gottersdorf (Schriftsteller)
- 1978: Horst Bienek (Schriftsteller)
- 1979: Herbert Volwahsen (Bildhauer)
- 1980: Günter Bialas (Komponist)
- 1981: Leonie Ossowski (Schriftstellerin)
- 1982: Alexander Camaro (Maler)
- 1983: Hanns Model (Glasgestalter)
- 1984: Gerhard Schwarz (Komponist)
- 1985: Hanns Jatzlau (Maler)
- 1986: Dagmar Nick (Schriftstellerin)
- 1987: Heino Schubert (Komponist)
- 1988: Karlheinz Goedtke (Bildhauer)
- 1989: Herbert Aulich (Maler und Grafiker)
- 1990: Markus von Gosen (Maler und Grafiker)
- 1991: Heinz Piontek (Schriftsteller)
- 1992: Georg Katzer (Komponist)
- 1993: Lothar Quinte (Maler)
- 1994: Tadeusz Różewicz (Schriftsteller)
- 1995: Kurt Masur (Dirigent)
- 1996: Fritz Stern (Historiker)
- 1997: Henryk Mikołaj Górecki (Komponist)
- 1998: Urszula Kozioł (Lyrikerin)
- 1999: Janosch (Schriftsteller und Maler)
- 2000: Christoph Eschenbach (Dirigent)
- 2001: Sigmar Polke (Maler), Franciszek Pieczka (Schauspieler), Alfons Nossol (Erzbischof von Oppeln), Peter Horst Neumann (Lyriker)
- 2002: Dietrich Erdmann (Komponist), Jozef Halas (Maler), Heinrich Trierenberg (Schriftsteller), Pawel Mykietyn (Komponist)
- 2003: Dieter Hildebrandt (Kabarettist), Horst Fuhrmann (Historiker), Norbert Honsza (Literatur- und Kulturwissenschaftler), Olga Tokarczuk (Schriftstellerin)
- 2004: Karl Dedecius (Übersetzer und Herausgeber), Jan Harasimowicz (Kunst- und Kulturhistoriker)
- 2005: Angelika Marsch (Regionalhistorikerin), Tadeusz Kijonka (Dichter)
- 2006: Siegbert Amler (Bildhauer und Maler), Malgorzata Dajewska (Glasgestalterin)
- 2007: Renata Schumann (Schriftstellerin), Jan Miodek (Philologe)
- 2008: Anna Malicka-Zamorska (Bildhauerin), Hubert Unverricht (Musikwissenschaftler)
- 2009: Jerzy Ilkosz (Architekturwissenschaftler), Rotraud Schöne (Schriftstellerin)
- 2010: Ewa Michnik (Direktorin der Breslauer Oper) und Arno Herzig (Geschichtswissenschaftler)
- 2011: Matthias Kneip (Schriftsteller) und Stanislaw Wysocki (Bildhauer)
- 2012: Ute Badura (Filmautorin) und Piotr Oszczanowski (Kunsthistoriker)
- 2013: Helga Storck (Harfenistin) und Andrzej Niedzielenko (Direktor Liegnitzer Kupfermuseum)
- 2014: Beata Maciejewska (Journalistin) und Norbert Heisig (Professor in Breslau)
- 2015: Kinga Preis (polnische Theater-, Film- und Fernsehschauspielerin) und Sabrina Janesch (Schriftstellerin)
- 2016: Julita Izabela Zaprucka (Museumsdirektorin) und Hans-Dieter Rutsch (Autor und Regisseur)
- 2017: Karin Kaper (Regisseurin) und Stanisław Nicieja (Historiker)
- 2018: Andrzej Kosendiak (Musiker) und Joachim Bahlcke (Historiker)
- 2019: Zbigniew Horbowy (Künstler, Industrie- und Glasdesigner) und Helmut Goebel (Denkmalpfleger)[1]
- 2020: Matthias Weber (Historiker)
- 2021: Roswitha Schieb (Autorin und Publizistin) und Sylwester Chęciński (Filmregisseur)
- 2022: Agnieszka Ostapowicz (Violinistin und Kulturmanagerin) und Beate Störtkuhl (Dozentin für Denkmalpflege und Architektur)
- 2023: Karolina Kuszyk (Autorin und Übersetzerin)

## Preisträger des Sonderpreises
- 1981: Wolfgang von Websky (Maler)
- 1982: Alexander Ecklebe (Maler)
- 1983: Kurt Heynicke (Schriftsteller)
- 1984: Ruth Storm (Schriftstellerin)
- 1985: Reinhard Baumgart (Schriftsteller)
- 1986: Oswald Malura (Maler)
- 1987: Gerhard Neumann (Maler)
- 1988: Dagmar von Mutius (Schriftstellerin)
- 1989: Ernst Günther Bleisch (Lyriker)
- 1990: Lutz Besch (Schriftsteller und Regisseur), Heinz Tobolla (Bildhauer und Grafiker)
- 1991: Elsbeth Siebenbürger (Bildhauerin), Maciej Łagiewski (Museumsdirektor)
- 1992: Stefan Arczyński (Photokünstler), Harald Gerland (Schriftsteller)
- 1993: Christine Koschel (Lyrikerin), Feliks Przybylak (Übersetzer), Henryk Tomaszewski (Mime und Theaterregisseur)
- 1994: nicht vergeben
- 1995: Piotr Maniurka (Museumsdirektor), Peter Sommer (Bildhauer und Maler), Liz Wieskerstrauch (Schriftstellerin)
- 1996: Kazimierz Kutz (Regisseur und Drehbuchautor), Maria Frisé (Schriftstellerin), Eugeniusz Get Stankiewicz (Grafiker), Wojciech Kilar (Komponist), Tadeusz Strugula (Dirigent), Henryk Bereska (Übersetzer)
- 1997: K. H. Türk (Bildhauer), Michael Zeller (Schriftsteller), Lothar Herbst (Lyriker und Journalist)
- 1998: Ekkehard Kuhn (Journalist), Karin Reschke (Schriftstellerin), Pawel Kozerski (Museumsdirektor)
- 1999: Witold Szalonek (Komponist), Rudolf Walter (Musikwissenschaftler), Henryk Waniek (Maler und Schriftsteller)
- 2000: Norbert Conrads (Historiker), Jan Jakub Kolski (Regisseur), Krzeslawa Maliszewska (Malerin)
- 2001 bis 2004: nicht vergeben
- 2005: Herbert Hupka (Journalist und Schriftsteller, Politiker)
- 2006: Edith Stein-Gesellschaft
- 2007: Hoffmann von Fallersleben-Gesellschaft in Wolfsburg, Germanistisches Institut an der Universität Breslau
- 2008: Redaktion der Zeitschrift die horen
- 2009: Internationale Jugendbegegnungsstätte Kreisau
- 2010: Bente Kahan (norwegisch-jüdische Schauspielerin und Musikerin)
- 2011: Alfred Theisen (Journalist und Herausgeber)
- 2012: Künstlergruppe RAR, Roman Nyga, Arne-Bernd Rhaue, Romuald Jeziorowski
- 2013: Bildungsverlag ATUT, Breslau
- 2014: Erika-Simon-Stiftung, Rinteln
- 2015: Melitta Sallai, Stiftung Bildungsstätte Muhrau
- 2016: Papiermuseum in Bad Reinerz und Deutsche Sozial-Kulturelle Gesellschaft in Breslau
- 2017: Verein Pro Liberis Silesiae
- 2018: Stiftung Schlösser und Gärten im Hirschberger Tal (Fundacja Dolina Pałaców i Ogrodów Kotliny Jeleniogórskiej)
- 2019: Verein zur Pflege schlesischer Kunst und Kultur e. V.[1]
- 2020: Stiftung zur Pflege des industriellen Erbes Schlesiens[2]
- 2021: Deutsch-Polnisches Jugendjazzorchester und Festival „Literatur der Berge“ – Festiwal „Góry Literatury“
- 2022: Ingrid Hartmann, Eigentümerin und Schöpferin des neuen Konzepts des Schlosshotels Pakoszów bei Jelenia Góra (Hirschberg)